# Athletic Club Sparta Praha fotbal 2011-2012
Questa voce raccoglie le informazioni riguardanti l'Athletic Club Sparta Praha fotbal nelle competizioni ufficiali della stagione 2011-2012.

## Stagione
Lo Sparta Praga domina il campionato dalla terza alla ventiduesima giornata quando lo Slovan Liberec riesce a scavalcare i praghesi in testa al torneo; i granata tornano in vetta a sei giornate dal termine ma cedono il passo alla squadra di Liberec che vince il campionato ceco con due sole lunghezze di vantaggio.
In coppa estromettono Jiskra Domažlice (1-7), Pardubice (1-3), Znojmo (1-7), Mladá Boleslav (1-2) e Jablonec (4-2) raggiungendo la finale contro il Sigma Olomouc, persa per 0-1.
In UEFA Europa League i cechi travolgono il Sarajevo (7-0) ma cadono nel turno successivo contro il Vaslui (2-1).

## Calciomercato
Vengono ceduti Řepka (Dynamo České Budějovice), Švejdík (al Dukla Praga in prestito), Kladrubský (allo Slovan Bratislava per 400.000 euro, Bondoa (ritorna al DAC Dunajská Streda dal prestito), Pavelka (allo Slovácko in prestito), Podaný (Sigma Olomouc), Zeman (all'Admira Wacker in prestito), Vacek (al Chievo per 2 milioni di euro), Pekhart (ritorna allo Jablonec dal prestito), Skalák (Ružomberok), Třešňák (Jablonec) e nel gennaio del 2012 Blažek (Vysočina Jihlava) e Lačný (tra luglio e dicembre 2011 in prestito allo Slovan Bratislava, da gennaio 2012 al Dundee United in prestito).
Vengono acquistati Vidlička (Teplice), Brabec (Viktoria Žižkov), Adamec, Sýkora (giovanili del Viktoria Plzeň), Valenta (ceduto in prestito al Příbram fino a gennaio 2012), Jánoš, Jarošík (Real Zaragoza), Jirásek (Inter Primavera), Juhár (Košice), Folprecht (ceduto in prestito al Viktoria Žižkov) fino a gennaio 2012), Grajciar (Konyaspor), Holek (Dnipro), Hušbauer (Baník Ostrava), Slepička (Dinamo Zagabria) e nel gennaio del 2012 Vaclík (dal Viktoria Žižkov per 320.000 euro), Hybš, Příkrýl (dal Sigma Olomouc per 600.000 euro) e Juliš.

## Organigramma societario
Area tecnica
- Allenatore: Martin Hašek
- Allenatore dei portieri: Jan Stejskal

## Rosa
| N. |                       | Ruolo | Calciatore        |
| -- | --------------------- | ----- | ----------------- |
| 1  | Rep. Ceca (bandiera)  | P     | Daniel Zítka      |
| 3  | Croazia (bandiera)    | D     | Manuel Pamić      |
| 4  | Camerun (bandiera)    | C     | Martin Abena      |
| 5  | Rep. Ceca (bandiera)  | D     | Jakub Brabec      |
| 6  | Rep. Ceca (bandiera)  | C     | Tomáš Přikryl     |
| 7  | Rep. Ceca (bandiera)  | C     | Libor Sionko      |
| 8  | Rep. Ceca (bandiera)  | C     | Marek Matějovský  |
| 9  | Camerun (bandiera)    | A     | Léonard Kweuke    |
| 10 | Rep. Ceca (bandiera)  | A     | Miroslav Slepička |
| 11 | Slovacchia (bandiera) | C     | Martin Juhár      |
| 13 | Rep. Ceca (bandiera)  | D     | Ondřej Kušnír     |
| 14 | Rep. Ceca (bandiera)  | A     | Václav Kadlec     |
| 15 | Croazia (bandiera)    | A     | Andrej Kerić      |
| 16 | Rep. Ceca (bandiera)  | C     | Pavel Kadeřábek   |
| 17 | Rep. Ceca (bandiera)  | D     | Martin Frýdek     |
| 18 | Rep. Ceca (bandiera)  | C     | Adam Jánoš        |

| N. |                       | Ruolo | Calciatore         |
| -- | --------------------- | ----- | ------------------ |
| 20 | Rep. Ceca (bandiera)  | D     | Tomáš Zápotočný    |
| 21 | Rep. Ceca (bandiera)  | D     | Erich Brabec       |
| 23 | Rep. Ceca (bandiera)  | C     | Ladislav Krejčí    |
| 24 | Rep. Ceca (bandiera)  | D     | Vlastimil Vidlička |
| 25 | Rep. Ceca (bandiera)  | C     | Mario Holek        |
| 26 | Rep. Ceca (bandiera)  | P     | Milan Švenger      |
| 27 | Rep. Ceca (bandiera)  | C     | Luboš Hušek        |
| 28 | Rep. Ceca (bandiera)  | C     | Zdeněk Folprecht   |
| 31 | Rep. Ceca (bandiera)  | P     | Tomáš Vaclík       |
| 32 | Rep. Ceca (bandiera)  | C     | Jan Sýkora         |
| 34 | Slovacchia (bandiera) | C     | Róbert Valenta     |
| 35 | Rep. Ceca (bandiera)  | D     | Matěj Hybš         |
| 36 | Rep. Ceca (bandiera)  | A     | Lukáš Juliš        |
| 37 | Slovacchia (bandiera) | C     | Peter Grajciar     |
| 39 | Rep. Ceca (bandiera)  | C     | Jiří Jarošík       |
|    | Rep. Ceca (bandiera)  | D     | Luboš Adamec       |